# Bão Camile (1969)
Bão Camille là xoáy thuận nhiệt đới dữ dội thứ hai được ghi nhận tấn công Hoa Kỳ, sau cơn bão 1935 Labor Day. Cơn bão dữ dội nhất trong mùa bão Đại Tây Dương 1969, Camille có nguồn gốc là một áp thấp nhiệt đới vào ngày 14 tháng 8, ở phía nam Cuba, từ một làn sóng nhiệt đới theo lâu dài. Nằm trong môi trường thuận lợi để mạnh lên, cơn bão nhanh chóng mạnh lên thành bão cấp 2 trước khi tấn công miền tây của Cuba vào ngày 15 tháng 8. Mới vào Vịnh México, Camille lại trải qua một thời kỳ mạnh lên nhanh chóng khác và trở thành bão cấp 5. Ngày hôm sau, nó di chuyển về phía bắc đến vùng Louisiana - Mississippi. Mặc dù suy yếu một chút vào ngày 17 tháng 8, cơn bão nhanh chóng mạnh lên trở lại thành bão cấp 5 trước khi đổ bộ nửa giờ trước nửa đêm ở Bay St. Louis, Mississippi. Ở cường độ cao nhất, cơn bão có sức gió duy trì cao nhất trong 1 phút là 175 dặm/giờ (280 km/giờ) và áp suất tối thiểu là 900 mbar (26,58 inHg). Đây là áp suất thấp thứ hai được ghi nhận và là một trong bốn cơn bão đổ bộ vào Mỹ ở trạng thái cấp 5, chỉ có cơn bão 1935 Labor Day có áp suất thấp hơn khi đổ bộ. Khi Camille vào đất liền, nó nhanh chóng suy yếu thành một áp thấp nhiệt đới vào thời điểm nó vượt qua Thung lũng Ohio. Khi nó nổi lên ngoài khơi, Camille có thể mạnh lên thành một cơn bão nhiệt đới mạnh, trước khi nó trở thành bão ngoại nhiệt đới vào ngày 22 tháng 8. Camille đã bị một cơn bão trực diện tại Bắc Đại Tây Dương nuốt chửng vào cuối ngày hôm đó.